# Notre-Dame (Cran)

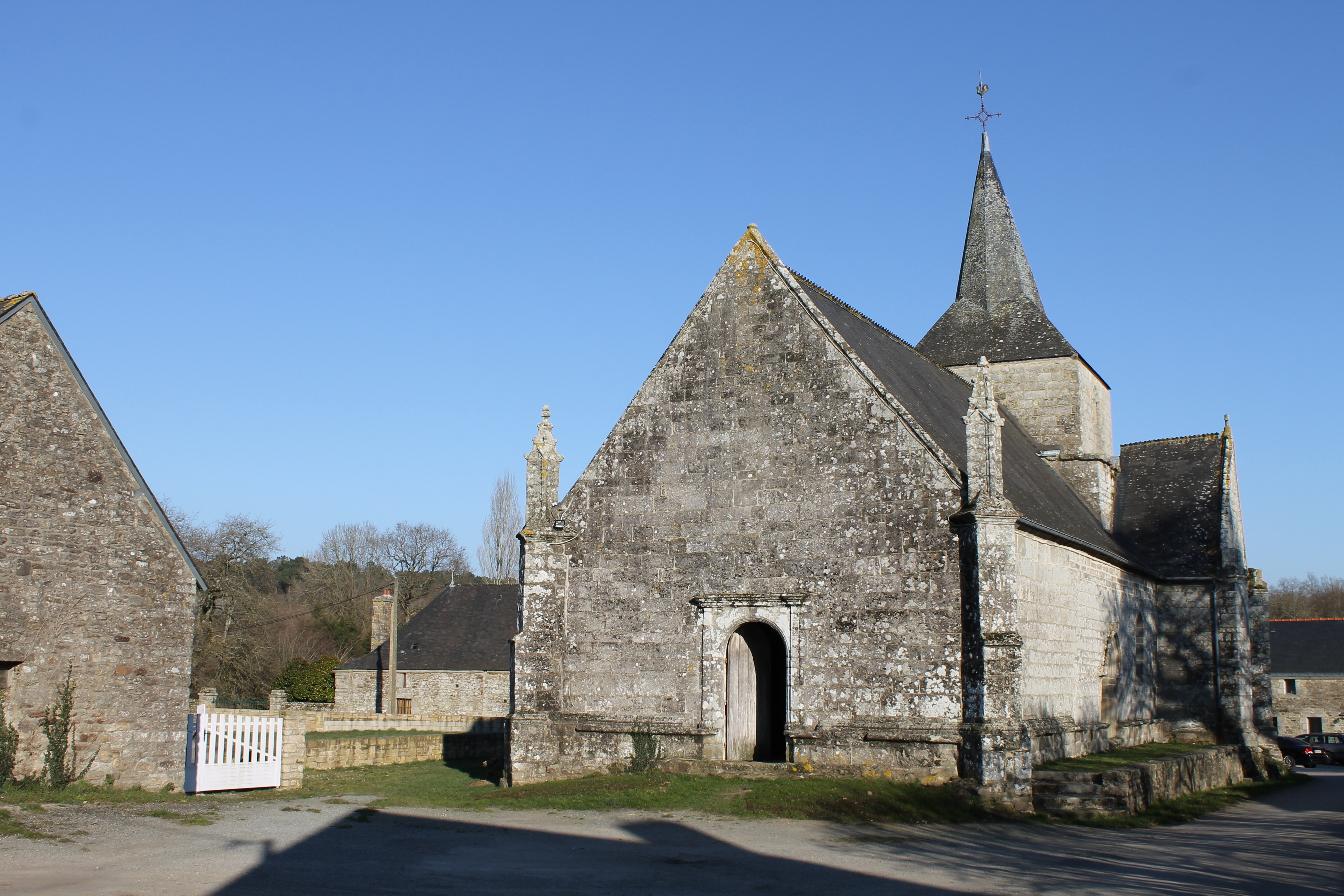
Notre-Dame de Cran

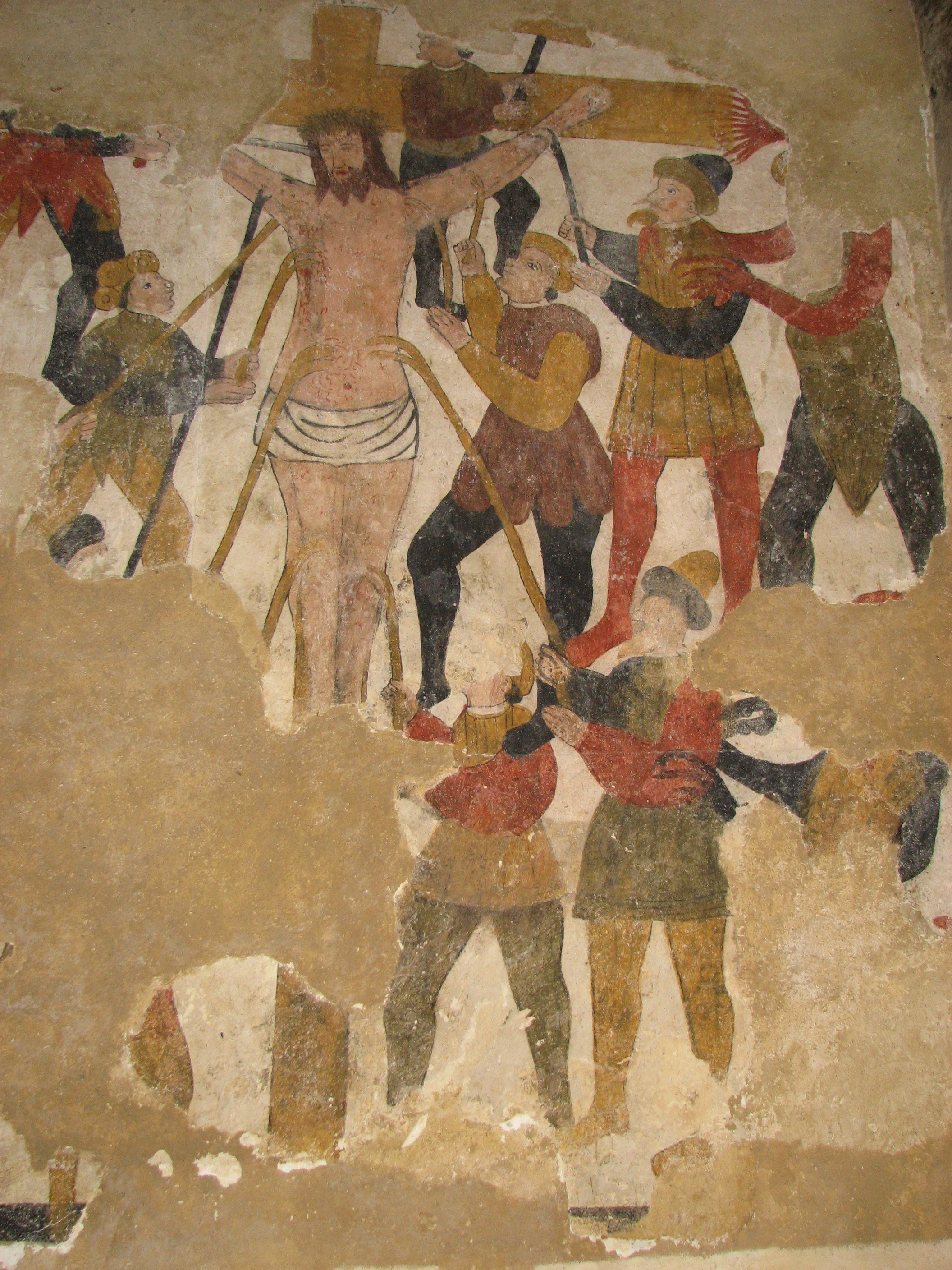
Fresko, Christus am Kreuz

Notre-Dame (auch: Chapelle des Templiers, deutsch: Templerkapelle) ist eine römisch-katholische Kapelle in Cran, einem Ortsteil von Treffléan im Département Morbihan  in der Bretagne. Fresken in der Kapelle sind seit 1962 als Monument historique klassifiziert.

## Geschichte
Die Kapelle wurde durch den Templerorden wohl im Jahr 1182 als Teil einer befestigten Komturei errichtet und später fortlaufend erweitert. Nach der Aufhebung des Templerordens gelangte die Kapelle in den Besitz der Johanniter. Ältester Teil des heutigen Gebäudes, das auf dem Grundriss eines lateinischen Kreuzes entstand, ist das romanische Querhaus aus dem 13. Jahrhundert. Der Chorraum wurde im 15. Jahrhundert errichtet, das spätgotische Langhaus im 15./16. Jahrhundert. Fresken dort werden in das 15. Jahrhundert datiert. Zuletzt wurde das Westportal hinzugefügt, das Stilelemente der Renaissance aufweist.